# Лібертув
Лібертув (пол. Libertów) — село в Польщі, у гміні Могиляни Краківського повіту Малопольського воєводства.
Населення — 2257 осіб (2011).
У 1975-1998 роках село належало до Краківського воєводства.

## Демографія
Демографічна структура станом на 31 березня 2011 року:
|          | Загалом | Допрацездатний вік | Працездатний вік | Постпрацездатний вік |
| -------- | ------- | ------------------ | ---------------- | -------------------- |
| Чоловіки | 1083    | 235                | 737              | 111                  |
| Жінки    | 1174    | 236                | 715              | 223                  |
| Разом    | 2257    | 471                | 1452             | 334                  |